# Ústřední výbor Komunistické strany Československa

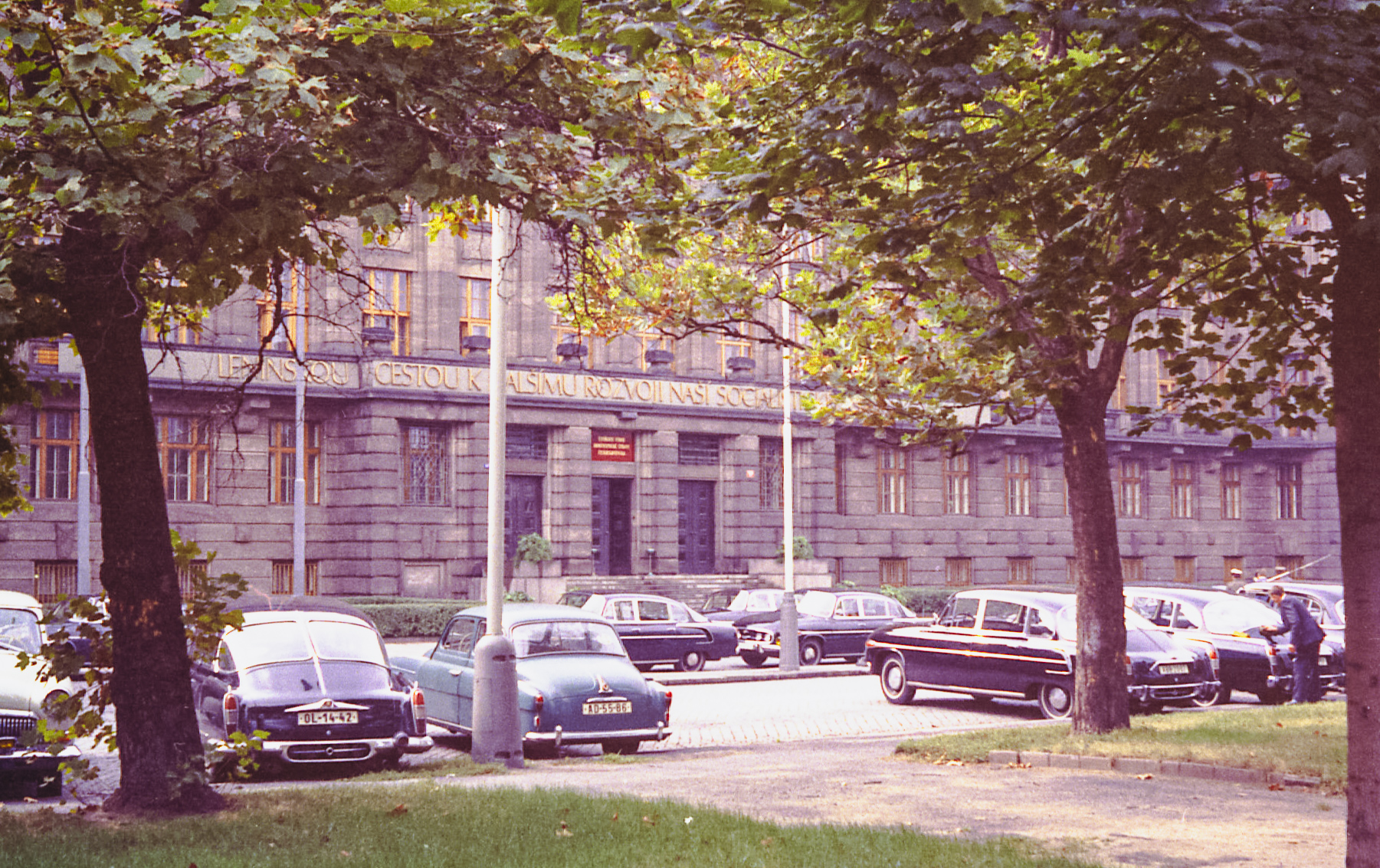
Sídlo ÚV KSČ na nábřeží Ludvíka Svobody v roce 1967

Ústřední výbor Komunistické strany Československa byl nejvyšší orgán KSČ mezi dvěma po sobě následujícími sjezdy. Ústřední výbor ze svých členů volil nejužší vedení strany (předsednictvo a politbyro) a generálního tajemníka. Ústřední výbor Komunistické strany Československa (zkrácené též ÚV, případně ÚVKSČ) byl volen na pravidelném sjezdu. Sjezd zvolil plénum ÚV, které se scházelo na zasedáních třikrát až čtyřikrát do roka. Mělo 150 členů a 50 kandidátů (počet se v průběhu doby mnohdy měnil). Ústřední výbor ovládal centrální státní orgány a společenské instituce prostřednictvím stranických organizací v nich, ale také tím, že v předsednictvu ÚV KSČ byli rozhodující státní představitelé.
Ústřední výbor se dělil na volenou část, a nevolenou část.

## Historie
Po procesu bolševizace (působení Klementa Gottwalda po roce 1925 až 1929) byla KSČ řízena přesně podle sovětského vzoru a direktiv Kominterny. Ústřední výbor (rusky Центральный комитет) Komunistické strany Sovětského svazu (KSSS) vznikl v prosince 1917, přičemž sousloví „Ústřední výbor“ v ruštině znamenalo „instituci, v níž se soustředí všechny záležitosti umožňující řízení/vládnutí (управлению)“. ÚV KSSS byl tedy hlavním orgánem strany, s kolektivní rozhodovací pravomocí, pracující v souladu s tzv. leninskými principy demokratického centralismu. Prvním předsedou KSČ zvolil 16. května 1921 ustanovující sjezd Václava Šturce. Pátým předsedou KSČ a od 5. sjezdu KSČ v dubnu 1929 i oficiálně generálním tajemníkem ÚV KSČ byl Klement Gottwald, který je od roku 1925 uváděn jako člen ÚV a politického byra ÚV KSČ. Vliv a význam ÚV KSČ potvrdil například 29. května 1975 Gustáv Husák, když si po zvolení prezidentem republiky ponechal i funkci generálního tajemníka ÚV KSČ.

## Členění ÚV

### Odbory ÚV
- Sekretariát generálního tajemníka
- Všeobecné oddělení
- Politicko-organizační oddělení
- Oddělení propagandy a agitace

Redakce Rudého práva, Na Poříčí 30, Praha
- Oddělení masových a sdělovacích prostředků
- Oddělení školství a vědy
- Oddělení kultury
- Ekonomické oddělení
- Oddělení stranické práce v průmyslu
- Oddělení stranické práce v zemědělství, potravinářském průmyslu, lesním a vodním hospodářství
- Oddělení společenských organizací a národních výborů
- Oddělení mezinárodní politiky
- Oddělení státní administrativy
- Oddělení hospodářské správy

Hotel Praha, Sušická 20, Praha-Dejvice
- Ústřední kontrolní a revizní komise Komunistické strany Československa
- Vysoká škola politická ústředního výboru Komunistické strany Československa
- Ústav marxismu-leninismu ÚV KSČ, (1950, 1970–1989)
- Večerní univerzita marxismu-leninismu
- Zástupci Ministerstva vnitra a Československé lidové armády

### Členění dle volby
Volená část:
- předsednictvo ÚV
- sekretariát ÚV
- tajemníci ÚV

Nevolená část:
- plénum ÚV
- aparát ÚV (zaměstnanci)

## Oddělení stranických orgánů

### Po roce 1921
- Oblastní organizace KSČ
- Slovenská oblastní organizace KSČ
- Podkarpatská oblastní organizace KSČ

### Po roce 1939
- Organizace v zemi české a v zemi moravsko-slezské
- Komunistická strana Slovenska (1939)
- Komunistická strana Zakarpatské Ukrajiny

### Po roce 1948
- 1. Odbor krajských organizací Praha, Ústí nad Labem, Ostrava
- 2. Odbor krajských organizací České Budějovice, Plzeň, Karlovy Vary, Jihlava
- 3. Odbor krajských organizací Liberec, Hradec Králové, Pardubice
- 4. Odbor krajských organizací Brno, Olomouc, Gottwaldov
- 5. Odbor pro ÚV Komunistické strany Slovenska a krajské organizace na Slovensku

## Druhá světová válka
Během nacistické okupace a 2. světové války v době Protektorátu Čechy a Morava pracoval tento orgán v hluboké ilegalitě a z praktických důvodů konspirace a utajení měl vždy jen několik členů.

## Sídla
- 1923–1938 – Sídlo ÚV KSČ v domě na Královské třídě 13 v Karlíně, zbouraného v 60. letech.
- Po roce 1938 – Jedno ze sídel vedení I. ilegálního ÚV KSČ – V Horní Stromce 4 v Praze na Vinohradech.
- 1945–1960 – nárožní dům čp. 969, Na Příkopě 33 a 35, Celetná 40, Praha – Staré Město. Původně budova České eskomptní banky, později Ministerstvo dopravy. V současnosti (2015) Komerční banka.
- 1960–1990 – nábřeží Ludvíka Svobody čp. 1222/12, Praha – Nové Město. Původně Ministerstvo železnic (1932-1960), od roku 1990 Ministerstvo dopravy.